# Marinobacter
Genre
Marinobacter est un genre bactéries halotolérantes à Gram négatif de la famille des Alteromonadaceae.

## Historique
La recherche de bactéries capables de dégrader les hydrocarbures, le long des côtes françaises, a conduit à l'isolement d'une souche d'abord appelée Alteromonas souche SP.17 à proximité d'une raffinerie pétrolière. Sa caractérisation a démontré qu'il s'agit d'une souche appartenant à une nouvelle espèce qui a été appelée Marinobacter hydrocarbonoclasticus au sein du nouveau genre bactérien Marinobacter.

## Description
Les bactéries du genre Marinobacter sont des bactéries à Gram-négatif. Ce sont des bacilles généralement de 0,6à 0,8 μm de large pour 1,6 à 2 μm de long.

## Taxonomie
Le nom correct complet (avec auteur) de ce taxon est Marinobacter Gauthier et al., 1992,.

### Étymologie
L'étymologie de ce genre Marinobacter est la suivante : Ma.ri.no.bac.ter. L. masc. adj. marinus, de la mer, marin; N.L. masc. n. bacter, bacille; N.L. masc. n. Marinobacter, bacille de la mer. Le nouveau nom a été validé également en 2019 par l'ICSP.

### Phylogénie
L'analyse phylogénique des séquences du 16S rRNA de 500 espèces bactériennes a permis de montrer que la souche SP.17 représente une espèce distincte des espèces Pseudomonas aeruginosa, Marinomonas vaga, Oceanospirillum linum et Halomonas elongata et qu'elle représente aussi sous le nom de M. hydrocarbonoclasticus, l'espèce type d'un nouveau genre.

### Liste des espèces
Selon LPSN (3 avril 2023) : 
- Marinobacter adhaerens Kaeppel et al. 2012
- Marinobacter alexandrii Yang et al. 2022
- Marinobacter algicola Green et al. 2006
- Marinobacter antarcticus Liu et al. 2012
- Marinobacter aquaticus León et al. 2017
- Marinobacter aromaticivorans Cui et al. 2016
- Marinobacter bohaiensis Xu et al. 2018
- Marinobacter bryozoorum Romanenko et al. 2005
- Marinobacter changyiensis Li et al. 2020
- Marinobacter confluentis Park et al. 2015
- Marinobacter daepoensis Yoon et al. 2004
- Marinobacter daqiaonensis Qu et al. 2011
- Marinobacter denitrificans Zhang et al. 2020
- Marinobacter excellens Gorshkova et al. 2003
- Marinobacter flavimaris Yoon et al. 2004
- Marinobacter fonticola Sun et al. 2020
- Marinobacter fuscus Liu et al. 2018
- Marinobacter goseongensis Roh et al. 2008
- Marinobacter gudaonensis Gu et al. 2007
- Marinobacter guineae Montes et al. 2008
- Marinobacter halodurans Yoo et al. 2020
- Marinobacter halophilus Zhong et al. 2015
- Marinobacter halotolerans Kim et al. 2017
- Marinobacter koreensis Kim et al. 2006
- Marinobacter lacisalsi Aguilera et al. 2009
- Marinobacter lipolyticus Martín et al. 2003
- Marinobacter litoralis Yoon et al. 2003
- Marinobacter lutaoensis Shieh et al. 2003
- Marinobacter mangrovi Yi et al. 2021
- Marinobacter maritimus Shivaji et al. 2005
- Marinobacter maroccanus Boujida et al. 2019
- Marinobacter mobilis Huo et al. 2008
- Marinobacter nauticus (Baumann et al. 1972) Tindall 2020
- Marinobacter nitratireducens Vaidya et al. 2015
- Marinobacter orientalis Lian et al. 2022
- Marinobacter oulmenensis Kharroub et al. 2011
- Marinobacter pelagius Xu et al. 2008
- Marinobacter persicus Bagheri et al. 2013
- Marinobacter profundi Cao et al. 2019
- Marinobacter psychrophilus Zhang et al. 2008
- Marinobacter salarius Ng et al. 2015
- Marinobacter salexigens Han et al. 2017
- Marinobacter salicampi Yoon et al. 2007
- Marinobacter salinexigens Ahmad et al. 2020
- Marinobacter salinus Rani et al. 2017
- Marinobacter salsuginis Antunes et al. 2007
- Marinobacter santoriniensis Handley et al. 2009
- Marinobacter sediminum Romanenko et al. 2005
- Marinobacter segnicrescens Guo et al. 2007
- Marinobacter shengliensis Luo et al. 2015
- Marinobacter similis Ng et al. 2015
- Marinobacter szutsaonensis Wang et al. 2009
- Marinobacter vinifirmus Liebgott et al. 2006
- Marinobacter vulgaris Zhang et al. 2020
- Marinobacter xestospongiae Lee et al. 2012
- Marinobacter zhanjiangensis Zhuang et al. 2012
- Marinobacter zhejiangensis Huo et al. 2008

### Espèces publiées de manière non valides
- Marinobacter alkaliphilus Takai et al.  2005
- Marinobacter arcticus Button et al. 1998
- Marinobacter arenosus Lee et al. 2022
- Marinobacter atlanticus Bird et al. 2018
- Marinobacter caseinilyticus Nie et al. 2021
- Marinobacter gelidimuriae Chua et al. 2018
- Marinobacter kribbensis Zhu et al. 2010
- Marinobacter manganoxydans Wang et al. 2012
- Marinobacter marinus Jiang et al. 2006
- Marinobacter nanhaiticus Gao et al. 2013
- Marinobacter piscensis Hedi et al. 2015
- Marinobacter squalenivorans Rontani et al. 2003
- Marinobacter subterrani Bonis & Gralnick 2015

### Espèces synonymes
- Marinobacter aquaeolei (Nguyen et al. 1999) est synonyme de Marinobacter nauticus[8].
- Marinobacter hydrocarbonoclasticus (Gauthier et al. 1992) qui était la souche type du genre est un synonyme de Marinobacter nauticus.